# Jinjiang Baizu Xiang
Jinjiang Baizu Xiang (kinesiska: 金江, 金江白族乡) är en socken i Kina. Den ligger i provinsen Yunnan, i den sydvästra delen av landet, omkring 290 kilometer nordväst om provinshuvudstaden Kunming. Antalet invånare är 3 537. Befolkningen består av 1 656 kvinnor och 1 881 män. Barn under 15 år utgör 17,0 %, vuxna 15-64 år 71 %, och äldre över 65 år 10,0 %.
Genomsnittlig årsnederbörd är 1 057 millimeter. Den regnigaste månaden är juli, med i genomsnitt 357 mm nederbörd, och den torraste är november, med 2 mm nederbörd.